# Saltbæk Vig
Saltbæk Vig er en 16,1 km² stor brakvandssø beliggende 6 kilometer nordøst for Kalundborg, og den er den største sø i Vestsjælland og den femtestørste sø i Danmark. Området har tilhørt Kalundborg kommune siden 1555, og Kalundborg byråds sommerudflugt gik årvist til Store og Lille Vrøj for at holde et vågent øje med kommunens besiddelser. 

## Inddæmningsprojektet
Søen er et resultat af et mislykket inddæmningsprojekt, der blev påbegyndt i 1866 med opførelse af tre dæmninger, der skulle forbinde øerne Store og Lille Vrøj og halvøen Alleshave i øst og den nordvestlige ende af Røsnæs i vest, og dermed afskære vigen fra Sejerøbugten. Det var planen derefter at pumpe vigen tør for vand og omdanne det til landbrugsområde. Det var efter tidens forhold et kæmpeprojekt, og det gik fallit flere gange. Drivkraften til pumperne var i første omgang dampdrevne lokomobiler, og fra 1873 kom der hjælp i form af tre vindmøller. I 1875 var vigen reduceret til 40 hektar, og vandstanden var sænket med 4,3 meter, men efter endnu en konkurs steg vandet igen. Pumpningen blev senere genoptaget, men efter et digebrud under en oktoberstorm i 1921 blev afvandingen endelig opgivet.
Ved Bregninge Ås udmundingsdelta, der ligger lige øst for Saltbæk Vig, er der fundet forhistoriske fiskegærder, der regnes for de bedst bevarede af deres art i Danmark. 

## Fredet natur
I dag er vigen et spændende naturområde med et righoldigt fugle- og planteliv.
Et område på 26 km² omkring vigen blev fredet i 1992. Fredningen omfatter de områder, der ligger inden for landkanalen, og vandstanden holdes 1,2 meter under havets overflade. Med fredningen fra 1992 blev området lukket for offentligheden. Danmarks Naturfredningsforening rejste en ny fredningssag i 2007 med henblik på at ændre adgangsforholdene og for at udvide området. Dette lykkedes ikke, og det er fortsat fredningen fra 1992, som er gældende.
Området er en del af EF-habitatområde nr. 135 (Natura 2000-område nr. 154 Sejerø Bugt, Saltbæk Vig, Bjergene, Diesebjerg og Bollinge Bakke), og er desuden både et fuglebeskyttelsesområde, samt Ramsarområde.
Saltbæk Vig fik i sommeren 2010 besøg af en sjælden nordafrikansk gæst, en hvidkronet stenpikker.
Det er en fugleart, der ikke tidligere er truffet i Skandinavien, og i øvrigt ikke er set i Vesteuropa siden 1982.